# Gaetano Baluffi
Gaetano Baluffi (29. března 1788, Ancona – 11. listopadu 1866, Imola) byl italský římskokatolický kněz, arcibiskup a kardinál.

## Život
Narodil se 29. března 1788 v Anconě, v bohaté rodině jako syn Pietra Baluffiho a Paoli Micheletti. Vstoupil do kněžského semináře ve svém rodném městě. Studoval na Univerzitě ve Fanu, kde získal doktorát z občanského a kanonického práva. Na kněze byl vysvěcen 9. března 1811. V Anconě byl spisovatelem, profesorem rétoriky, nejvyšším moderátorem městských lycejních škol. Stal se kanovníkem katedrální kapituly a pro-generálním vikářem diecéze Ancona.
Dne 29. července 1833 byl jmenován biskupem Bagnoregia. Biskupské svěcení přijal 18. srpna 1833 v kostele San Giovanni dei Fiorentini z rukou kardinála Carla Odescalchiho a spolusvětiteli byli arcibiskup Costantino Patrizi Naro a arcibiskup Gabriele Ferretti. Roku 1836 byl jmenován internunciem v Nové Granadě.
Dne 27. ledna 1842 byl ustanoven arcibiskupem Camerina. Dne 21. dubna 1845 byl jmenován titulárním arcibiskupem z Perge. Jeho nástupcem v Camerinu se stal Stanislao Vincenzo Tomba. Poté byl dne 21. září 1846 ustanoven biskupem Imoly s titulem arcibiskupa.
Dne 21. prosince 1846 jej papež Pius IX. jmenoval kardinálem knězem s titulárním kostelem Ss. Marcellino e Pietro.
Zemřel 11. listopadu 1866 v Imole. Jeho tělo bylo vystaveno v Imolské katedrále a poté pohřbeno na místním hřbitově.